# Џон Огуст Андерсон
Џон Огуст Андерсон (енгл. John August Anderson; Ролаг, 7. август 1876 — Алтадина, 2. децембар 1959) је био амерички астроном. Рођен је у Ролагу, малом граду у округу Клеј у Минесоти, јужно од Хоулија. 
Докторирао је 1907. на универзитету Џонс Хопкинс 1907., и остао као члан колектива након стицања дипломе. Године 1908. је постао професор астрономије на универзитету. Године 1909. су под његову јурисдикцију стављени Роуланд мотори који су коришћени за стварање дифракцијске решетке, чији се квалитет сматрао изванредним.
Године 1916. је почео да ради у Моунт Вилсон опсерваторији, где је остао до 1956. године. Његов најважнији допринос представља адаптација технике Мичелсеновог интерфонометра за мерење близине дуплих звезда. Користио је ротирајућу маску у средишту да би измерио одвајање капеле.
Од 1928. до 1948. године је био извршни директор савета Калтек опсерваторије, радећи на инструменту и оптичком дизајну главног телескопа Паломар опсерваторије. Током овог периода блиско је сарађивао са Џорџом Елеријем Халом и Рокфелер фондацијом.
Умро је у Алтадини у Калифорнији. Кратер Андерсон на Месецу је именован њему у част.
Институт Френклин му је 1924. доделио одликовање Хауард Н. Потс. 